# Publius Attius Varus
Publius Attius Varus (? - 17 maart 45 v.Chr.) was een Romeins militair en politicus

## Romeinse burgeroorlog

### Italië
In de burgeroorlog tussen Pompeius en Caesar stond Attius Varus aan de kant van Pompeius. Toen Julius Caesar begin 49 v.Chr. met zijn leger Italië binnentrok, was Attius Varus in Auximum, hedendaags Osimo, in de streek Picenum om soldaten voor Pompeius te werven. Toen hij hoorde dat de inwoners op de hand van Caesar waren, sloeg hij op de vlucht. Hij werd in Sulmo door Marcus Antonius opgepakt. Caesar voegde Attius Varus' mannen bij zijn leger en liet Varus zelf vrij. Deze vluchtte naar Africa, waar hij enkele jaren eerder propraetor was geweest. Omdat deze provincie zonder gouverneur zat, trok hij het bestuur naar zich toe en richtte hij twee legioenen op.

### Africa
In augustus van datzelfde jaar landde Caesars generaal Scribonius Curio met twee legioenen en 500 ruiters in Africa. Hij trok naar Utica, waar Attius Varus net buiten de stad zijn kamp had ingericht. De eerste schermutselingen werden door Curio gewonnen. Die nacht liepen twee centurio's en 22 soldaten van Curio over naar Attius Varus. De dag daarop probeerde Sextus Quintilius Varus, die net als veel van Curio's manschappen eerder onder Domitius en Attius Varus in Corfinium had gediend, de soldaten van Curio ertoe over te halen hun verbroken belofte van trouw aan de Pompeianen te hernieuwen. Curio wist echter met een gloedvolle toespraak zijn mannen aan zich te binden.
De volgende dag later trokken de legers tegen elkaar op: nadat Curio's cavalerie de vijandige ruiters had verjaagd en zijn legionairs Varus' lichte cavalerie had vernietigd, zette Curio de aanval in. De Pompeianen sloegen op de vlucht en verloren zo'n 600 man voordat ze hun kampement bereiken konden. Curio verloor slechts één man in de slag bij Utica.
Op 24 augustus kwam het tot een nieuwe confrontatie tussen Varus en Curio in de slag bij de Bagradas. Bij de Bagradas-rivier, heden de Medjerda genoemd, stootte Curio op wat hij dacht een detachement van het leger van Varus' bondgenoot Juba I van Numidië. Tijdens de aanvankelijk succesvolle aanval bleek echter dat de hoofdmacht van Juba's leger zich verborgen had gehouden, en uiteindelijk wisten Juba en Varus Curio's troepen vrijwel geheel te vernietigen. Curio zelf sneuvelde tussen zijn mannen.
Na de Caesars overwinning in de slag bij Pharsalus vluchtte Pompeius naar Egypte, waar hij werd vermoord. Omdat Caesar in Egypte werd opgehouden vanwege de Alexandrijnse Oorlog konden Pompeius' volgelingen, waaronder Metellus Scipio, Cato, Titus Labienus en Lucius Afranius zich in Africa reorganiseren. Met hulp van Attius Varus en Juba konden ze in relatief korte tijd een groot leger samenstellen, bestaande uit twee volledige legioenen, aangevuld met cavalerie en hulptroepen; in totaal zo'n 40.000 à 50.000 man en 60 krijgsolifanten. Metellus Scipio kreeg van Cato het opperbevel; Attius Varus kwam aan het hoofd van de vloot te staan.
Caesar voer op 25 december 47 v.Chr. vanuit Sicilië naar Africa. Stormachtig weer op zee zorgde ervoor dat Attius Varus de oversteek niet kon verhinderen, maar zorgde er ook voor dat Caesars vloot uiteen werd geslagen. Met slechts 3000 soldaten en 150 man cavalerie landde hij op 28 december in Africa. Hij nam de havens van Leptis Parva en Ruspina in en liet deze versterken. Kort daarop ontsnapte hij ternauwernood aan de dood in de slag bij Ruspina tegen Titus Labienus, zijn voormalige onderbevelhebber in de Gallische Oorlog. Daarna nam hij de tijd om versterkingen te laten arriveren en zijn leger op te bouwen voordat hij zich aan verdere offensieven waagde. Caesar zag dat de belangrijkste verbindingslijn van de Pompeianen Thapsus was, en daarom probeerde hij hen daar tot een slag te dwingen. In het voorjaar van 46 v.Chr. stonden de Pompeianen en Caesarianen tegenover elkaar in de slag bij Thapsus. Caesar wist de confrontatie door enkele briljante manoeuvres te winnen en een groot deel van het vijandige leger te vernietigen.
Cato pleegde zelfmoord in Utica. Metellus Scipio en Lucius Afranius werden op hun vlucht door Publius Sittius achterhaald: Scipio pleegde zelfmoord en Afranius werd door Sittius terechtgesteld. Attius Varus wist naar Hispania te vluchten, net als Labienus en Pompeius' zonen Ganaeus en Sextus.

### Spanje
Terwijl Caesar in Africa vocht waren twee legioenen in Hispania Ulterior overgelopen naar de Pompeianen. Met de resten van het bij Thapsus door Caesar verslagen leger wisten de Pompeianen een groot leger van 13 legioenen, totaal 60.000 tot 70.000 soldaten, bijeen te krijgen. Caesar beschikte over 8 legioenen en 8000 ruiters, totaal zo'n 40.000 man. Op de vlakten van Munda, bij het hedendaagse Osuna in Zuid-Spanje, stuitten de twee legers op elkaar. De beslissing werd gebracht door een cavalerieaanval op het Pompeiaanse kamp, geleid door Bogudes, koning van Mauretania Titus Labienus, die het bevel over de cavalerie had, trok zijn ruiters terug om deze nieuwe dreiging het hoofd te bieden. De rest van het Pompeiaanse leger dacht dat Labienus op de vlucht sloeg en er brak paniek uit. Caesars leger richtte vervolgens een enorme slachting aan onder de vluchtende vijanden. Zo'n 30.000 Pompeianen, waaronder Titus Labienus en Attius Varus, vonden de dood, tegen 1000 aan Caesars zijde.